# Steve Cole (musicien)
Pour les articles homonymes, voir Steve Cole.
Steve Cole, né le 17 août 1970, est un saxophoniste américain de smooth jazz. La plupart de ses albums ont été bien reçus et lui ont valu plusieurs prix. Il est également professeur/conseiller en industrie de la musique à l'Université Saint-Thomas dans le Minnesota.

## Biographie

### Jeunesse et début de carrière
Cole est né à Chicago dans l'Illinois. Il commence à jouer de la musique dès son plus jeune âge. Au début, il s'entraîne de manière classique, suivant les traces de son père, en jouant de la clarinette, avant de passer au saxophone au lycée. À l'Université Northwestern, il étudie le saxophone classique avant de passer aux sciences économiques et d'obtenir un MBA de l'Université de Chicago.
Après avoir quitté l'école, Cole se concentre de nouveau sur la musique, en particulier le jazz. Dans une interview accordée à JazzNation en 2003, Cole décrit comment il a commencé sa carrière : 
« J'ai commencé à jouer de la musique pop, du R & B, du bebop, etc., dans des clubs de Chicago jusqu'à 4 heures du matin pendant de nombreuses années. Vous savez, juste faire ce genre de chose, puis j'ai commencé à faire de la musique commerciale, de la radio et de la télévision. Ensuite, j'ai commencé à réfléchir à d'autres types de musique. J'ai rencontré des gens formidables ici à Chicago, Brian Culbertson, un gars du nom de Bob Mamet, un artiste d'Atlantic Records, il y a quelque temps, et j'ai commencé à prendre la route et à jouer le rôle d'animateur pour ces gars-là, et, finalement, j'ai été capable de le faire pour moi-même. »
En 2000, son premier album solo, Stay Awhile, lui vaut le prix Prism du meilleur nouvel artiste aux Oasis Smooth Jazz Awards. Il a également remporté le concours annuel des jeunes artistes de l'Orchestre symphonique de Chicago, ce qui lui a permis de jouer avec l'orchestre. En 2001, il figure dans les palmarès du classique "Just The Two of Us" de Grover Washington, Jr. & Bill Withers, de l'album "To Grover, with Love", produit par le célèbre claviériste/arrangeur/producteur Jason Miles. L'album finit par devenir le numéro 4 des meilleurs albums de jazz contemporain. Le titre, revu de manière fantastique par Regina Belle, Steve Cole et George Duke figure toujours sur la liste de lecture de nombreuses stations de radio de jazz et est devenu un classique du jazz.

### Carrière actuelle
Le deuxième album de Cole, Between Us (2000), a été classé n° 1 avec le titre Got It Goin'On et le single Thursday tirés de l'album. L'album Spin (2005) a atteint le Top 20 du palmarès des radios. L'album a bien été accueilli par les critiques avec un score de 4,5/5,0 chez AllMusic - le même score que Between Us et NY LA(2003).

## Discographie

### Albums studio
- Stay Awhile (1998)
- Between Uss (2000)
- NY LA (2003)
- Spin (2005)
- True (2006)
- Moonlight (2011)
- Pulse (2014)
- Turn It Up (2016)

## Collaborations
En tant que membre du groupe The Sax Pack :
- The Sax Pack (2008)
- The Pack Is Back (2009)
- The Power of 3 (2015)